# Ulf Schöldström

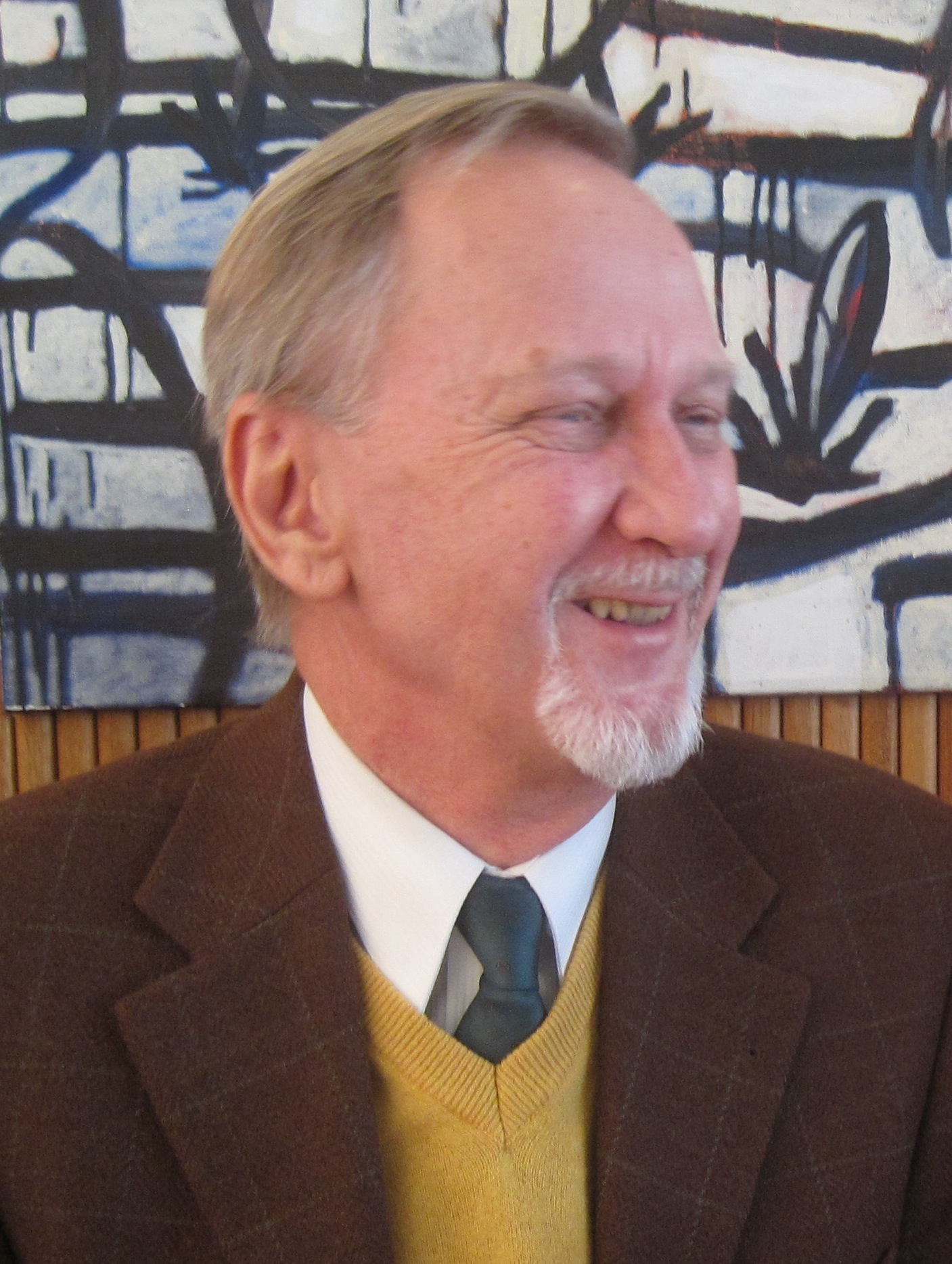
Ulf Schöldström fotograferad i samband med att han som föredragshållare hösten 2011 gästade Fakirensällskapet i Lund.

Ulf Carl Wilhelm Stefan Schöldström, född den 13 december 1939 i Linköping, är en svensk diplomat och chefredaktör.
Schöldström utbildade sig till jurist vid Lunds universitet och verkade därefter inom utrikesdepartementet, där han tjänstgjorde på ambassaden i Guatemala City 1967-69, som generalkonsul i Chicago 1969-72 och med utvecklingsbistånd i Stockholm 1972-77. Han var utredningschef på Sveriges Läkarförbund 1977-99. 
Sedan 1985 har Ulf Schöldström varit medarbetare i Grönköpings Veckoblad och efterträdde där Olov Norbrink som chefredaktör 2008. Han skriver bland annat TV- och sportkommentatorns Glenn Rudas sportkrönikor. Han har, liksom tidningen, mottot "Gudsfruktan, nykterhet och sedlighet utan fanatiska öfverdrifter". 